# Consórcio SIGA
Consórcio SIGA foi a junção de três empresas de transporte coletivo urbano em Blumenau, Brasil; Nossa Senhora da Glória, Rodovel e Verde Vale. O ex-prefeito de Blumenau, Napoleão Bernardes, encerrou o contrato com o consórcio no dia 23 de janeiro de 2016, alegando o descumprimento do contrato de concessão para justificar sua decisão.